# AZS Politechnika Gdańska
Klub Uczelniany Akademickiego Związku Sportowego Politechniki Gdańskiej – wielosekcyjny uczelniany klub sportowy działający przy CSA PG, jednostki wspomagającej Politechnikę Gdańską. 
Aktualności AZS PG można śledzić na stronie https://www.facebook.com/AZSPG/ oraz http://pg.edu.pl/azs.

## Sekcje sportowe
Przy AZS PG działają takie sekcje sportowe jak:
- aerobik sportowy
- badminton
- judo
- kolarstwo
- koszykówka
- lekkoatletyka
- narciarstwo
- piłka nożna
- piłka ręczna
- piłka siatkowa
- pływanie
- tenis stołowy
- tenis ziemny
- trójbój siłowy
- wioślarstwo
- wspinaczka sportowa
- żeglarstwo